# ولينغتون أرياس
ولينغتون أرياس (مواليد 13 مارس 1991) هو ملاكم من جمهورية الدومينيكان، مثّل بلاده في الألعاب الأولمبية الصيفية 2012.

## روابط خارجية
ولينغتون أرياس على موقع بوكس ريك (الإنجليزية) (registration required)
- ولينغتون أرياس على موقع أوليمبيديا (الإنجليزية)